# ألفريدو بيريز (مبارز بالسيف)
ألفريدو بيريز (بالإسبانية: Alfredo Pérez)‏ هو مبارز بالسيف فنزويلي، ولد في 11 مارس 1972.

## وصلات خارجية
- ألفريدو بيريز على موقع أوليمبيديا (الإنجليزية)